# Microrégion de Guaratinguetá
La microrégion de Guaratinguetá est l'une des six microrégions qui subdivisent la vallée du Paraíba Paulista dans l'État de São Paulo au Brésil.
Elle comporte 11 municipalités qui regroupaient 403 678 habitants en 2006 pour une superficie totale de 2 699 km².

## Municipalités[1]
- Aparecida
- Cachoeira Paulista
- Canas
- Cruzeiro
- Guaratinguetá
- Lavrinhas
- Lorena
- Piquete
- Potim
- Queluz
- Roseira